# Jaroslav Ježek (Komponist)

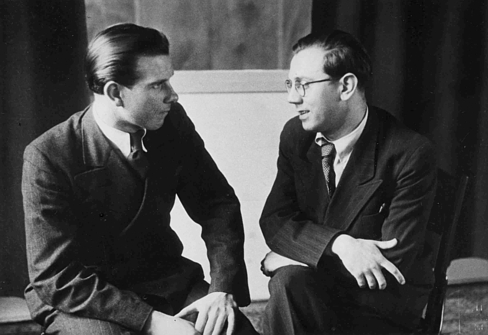
Jaroslav Ježek (rechts) 1938 mit dem Pianisten Jiří Traxler

Jaroslav Ježek (* 25. September 1906 in Prag, Österreich-Ungarn; † 1. Januar 1942 in New York, NY) war ein tschechischer Komponist zwischen populärer Musik und Moderne.
Seine Gesundheit war seit frühester Jugend angegriffen, mit drei Jahren wurde er auf dem rechten Auge blind, das linke war schon immer vom Star befallen. Außerdem wurde er durch eine Scharlacherkrankung schwerhörig. Seine Tätigkeit ist vor allem mit der legendären Prager Bühne (Osvobozené divadlo) „Befreites Theater“ verknüpft. Nach dem Studium am Prager Konservatorium und anschließenden Meisterkursen bei Josef Suk und Alois Hába sowie einem halbjährigen Studienaufenthalt in Paris kam er an das „Befreite Theater“. Seine Kompositionen auf Texte von Jan Werich und Jiří Voskovec wurden zum festen Bestandteil der revueartigen Vorstellungen im Osvobozené divadlo. Sie sind bis heute in Tschechien ausgesprochen populär.
Als musikalischer Avantgardist ist er eher unbekannt geblieben. Er schrieb etwa 30 Kompositionen, die ihn wie etwa auch Erwin Schulhoff oder Pavel Haas als typischen Vertreter der tschechischen Moderne ausweisen. Ježeks Hauptbedeutung liegt jedoch auf dem Gebiet der Jazzmusik, die er durch eigenes Schaffen und durch Interpretation der Musik anderer Komponisten einer breiten Öffentlichkeit in der Tschechoslowakei vermittelt hat. In den Jahren von 1928 bis 1938 komponierte er für insgesamt 30 Theatervorstellungen in Osvobozené divadlo, wo er als Musikchef – Komponist, Musikarrangeur, Kapellmeister und Pianist in einer Person – tätig war. 1936 gab R. A. Dvorský sein Gesamtwerk in seinem Verlag heraus.
Als Mitarbeiter einer entschieden antifaschistischen Bühne emigrierte Ježek am 8. Januar 1939 gemeinsam mit Werich und Voskovec in die USA, wo er am 1. Januar 1942 im Cornell-Hospital in New York nach schwerer Krankheit starb.